# Nullosetigera turqueti
Nullosetigera turqueti is een eenoogkreeftjessoort uit de familie van de Nullosetigeridae. De wetenschappelijke naam van de soort is voor het eerst geldig gepubliceerd in 1906 door Quidor.